# Кљештани (Власеница)
Кљештани је насељено мјесто у општини Власеница, Република Српска, БиХ. Према попису становништва из 2013. у насељу је живјело свега 25 становника.

## Становништво
Према попису становништва из 1991. године, мјесто је имало 82 становника.
| Националност | 1991. |
| Срби         | 82    |
| Укупно       |       |

| Демографија | Демографија | Демографија |
| Година      | Становника  | Становника  |
| ----------- | ----------- | ----------- |
| 1961.       | 126         |             |
| 1971.       | 156         |             |
| 1981.       | 123         |             |
| 1991.       | 82          |             |
| 2013.       | 25          |             |